# Maurice Gallard
Pour les articles homonymes, voir Gallard.
Maurice Gallard, né le 17 mars 1891 et mort le 12 août 1969, est un homme politique français.

## Détail des fonctions et des mandats
Mandat parlementaire
- 20 août 1965 - 1er octobre 1965 : Sénateur du Loiret